# Вільдберг (Баден-Вюртемберг)
Вільдберг (нім. Wildberg) — місто в Німеччині, розташоване в землі Баден-Вюртемберг. Підпорядковується адміністративному округу Карлсруе. Входить до складу району Кальв.
Площа — 56,68 км2. Населення становить 10 183 ос. (станом на 31 грудня 2020).